# STS-3xx
إس تي إس-3 إكس إكس (بالإنجليزية: STS-3xx)‏ التسمية المعتمده من قبل ناسا، في البعثات المكوكية التي تطلق عند الحاجة والمجهزة لإنقاذ طاقم مكوك في رحلة عادية في حال تعرض المكوك لضرر أو أذى أو خطورة لا تمكنه من العودة إلى الأرض بسلام، وتعرف أيضاً هذه البعثات باسم التشغيل عند الحاجة ودعم طاقم مكوك البعثة العادية أو بعثة إنقاذ، وقد بدأ العمل في تجهيز هذا النوع من البعثات بعد كارثة تحطم مكوك كولومبيا ومصرع روادة السبعة سنة 2003، علماً أنه لم تطلق أية بعثة إنقاذ خلال البرنامج.

## إجراءات
يتم إطلاق مكوك الإنقاذ مع أربعة من الرواد على متن المكوك، في غضون 40 يوماً من تعطل البعثة العادية عند الحاجة، وحسب ماهو مخطط فبامكان رواد البعثة العادية اللجوء إلى محطة الفضاء الدولية خلال هذه الفترة، علماً أن المحطة لاتستطيع دعم جميع افراد المكوك لمدة تزيد عن 80 يوماً، وخصوصاً نقص الأوكسوجين.
| البعثة                  | بعثة الإنقاذ             |
| ----------------------- | ------------------------ |
| إس تي إس-114 (ديسكفري)  | إس تي إس-300 (أتلانتيس)  |
| إس تي إس-121 (ديسكفري)  | إس تي إس-300 (أتلانتيس)  |
| إس تي إس-115 (أتلانتيس) | إس تي إس-301 (ديسكفري)   |
| إس تي إس-116 (ديسكفري)  | إس تي إس-317 (أتلانتيس)  |
| إس تي إس-117 (أتلانتيس) | إس تي إس-318 (إنديفور)   |
| إس تي إس-118 (إنديفور)  | إس تي إس-322 (ديسكفري)   |
| إس تي إس-120 (ديسكفري)  | إس تي إس-320 (أتلانتيس). |
| إس تي إس-122 (أتلانتيس) | إس تي إس-323 (ديسكفري)   |
| إس تي إس-123 (إنديفور)  | إس تي إس-324 (ديسكفري)   |
| إس تي إس-124 (ديسكفري)  | إس تي إس-326 (إنديفور)   |
| إس تي إس-125 (أتلانتيس) | إس تي إس-400 (إنديفور)   |
| إس تي إس-134 (إنديفور)  | إس تي إس-335 (أتلانتيس)  |

## معدات مكوك الإنقاذ
- ثلاثة مقاعد إضافية
- مقابض إضافية
- وحدات تبريد وتنفس

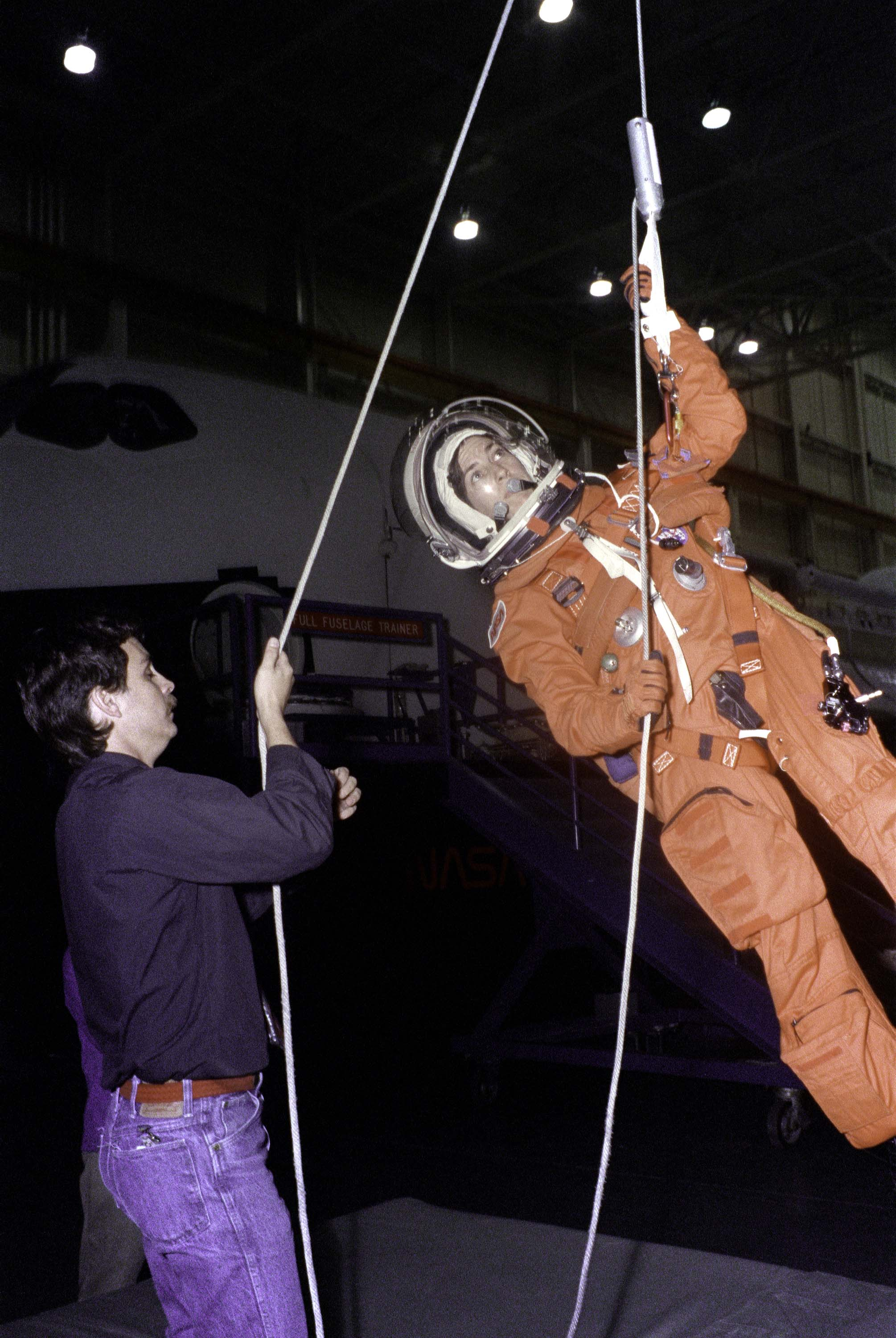
التدريب على استعمال جهاز الخروج سكاي جني

- 5 مقاعد تسمح الطاقم القيام بعملية الإستلقاء والتمدد
- جهاز الخروج سكاي جني (كما هو في الصورة)
- احبال للنجاة، وغيرها من معدات الإنقاذ.[4]